# Acartia longiremis
Acartia longiremis is een eenoogkreeftjessoort uit de familie van de Acartiidae. De wetenschappelijke naam van de soort is, als Dias longiremis, voor het eerst geldig gepubliceerd in 1853 door Lilljeborg.